# Chilly (Haute-Savoie)
Chilly ist eine französische Gemeinde im Département Haute-Savoie in der Region Auvergne-Rhône-Alpes.

## Geographie
Chilly liegt auf 483 m, oberhalb von Frangy, etwa 17 Kilometer nordwestlich der Stadt Annecy (Luftlinie). Das Bauerndorf erstreckt sich auf einem Plateau südlich des Tals der Usses, im Hügelland zwischen den Taleinschnitten von Usses und Fier am Nordfuß des Crêt de Charmont.
Die Fläche des 18,58 km² großen Gemeindegebiets umfasst einen Abschnitt des Genevois. Die nördliche Grenze verläuft stets im Bereich der Talniederung des Usses, eines linken Seitenflusses der Rhone. Von dem meist bewaldeten Talboden erstreckt sich das Gemeindeareal südwärts über das Plateau von Chilly, das durch verschiedene kurze Seitentälchen der Usses untergliedert wird. Weiter südlich schließt eine Hügellandschaft mit dem Bois des Bolioz, dem Crêt de Charmont (mit 730 m die höchste Erhebung von Chilly) und der Höhe von Mougny an.
Zu Chilly gehören neben dem eigentlichen Ortskern auch verschiedene Weilersiedlungen und Gehöfte, darunter:
- Quincy (469 m) auf dem Plateau östlich des Bois des Bolioz
- Ferraz (520 m) am Ostabhang des Bois des Bolioz
- Bottilly (440 m) auf dem Plateau südlich des Vallée der Usses
- Mannecy (570 m) auf einem Sattel nordwestlich des Crêt de Charmont
- Curnillex (540 m) in einer Mulde am Nordfuß der Hügellandschaft
- Vernay (500 m) auf dem Plateau östlich des Dorfes
- Coucy (590 m) im Quellgebiet der Morge östlich des Crêt de Charmont
- Mougny (620 m) im Quellgebiet der Morge

Nachbargemeinden von Chilly sind Frangy, Musièges und Contamine-Sarzin im Norden, Sallenôves, Mésigny und Sillingy im Osten, Thusy, Menthonnex-sous-Clermont und Clermont im Süden sowie Desingy im Westen.

## Geschichte
Die Ortschaft wurde im frühen 15. Jahrhundert erstmals urkundlich erwähnt. Der Ortsname ist vom altfranzösischen Wort chaillou (Kieselstein, flacher Stein) abgeleitet. Chilly gehörte von 1860 bis 2015 zum Wahlkreis (Kanton) Frangy.

## Bevölkerung
| Jahr                       | 1962 | 1968 | 1975 | 1982 | 1990 | 1999 | 2011 | 2020 |
| -------------------------- | ---- | ---- | ---- | ---- | ---- | ---- | ---- | ---- |
| Einwohner                  | 613  | 574  | 626  | 669  | 740  | 939  | 1118 | 1507 |
| Quellen: Cassini und INSEE |      |      |      |      |      |      |      |      |

Mit 1646 Einwohnern (Stand 1. Januar 2022) gehört Chilly zu den kleineren Gemeinden des Départements Haute-Savoie. Im Verlauf des 19. und 20. Jahrhunderts nahm die Einwohnerzahl aufgrund starker Abwanderung kontinuierlich ab (1861 wurden in Chilly noch 1407 Einwohner gezählt). Seit Mitte der 1970er Jahre wurde jedoch wieder eine deutliche Bevölkerungszunahme verzeichnet.

## Sehenswürdigkeiten
Die Kirche Sait-Ignace im sardischen Stil stammt aus dem 19. Jahrhundert. In Quincy steht ein Schloss.

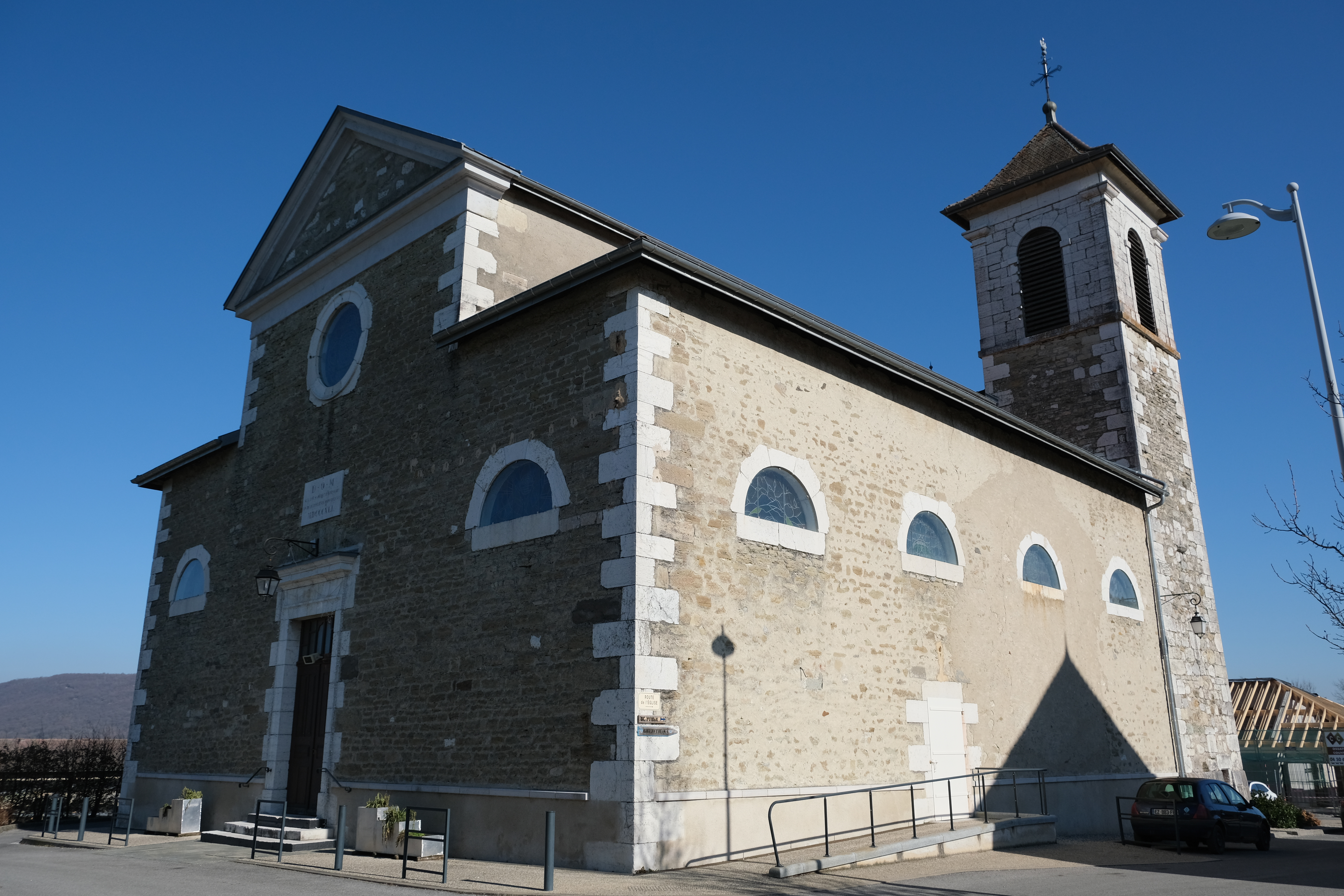
Kirche Saint-Ignace
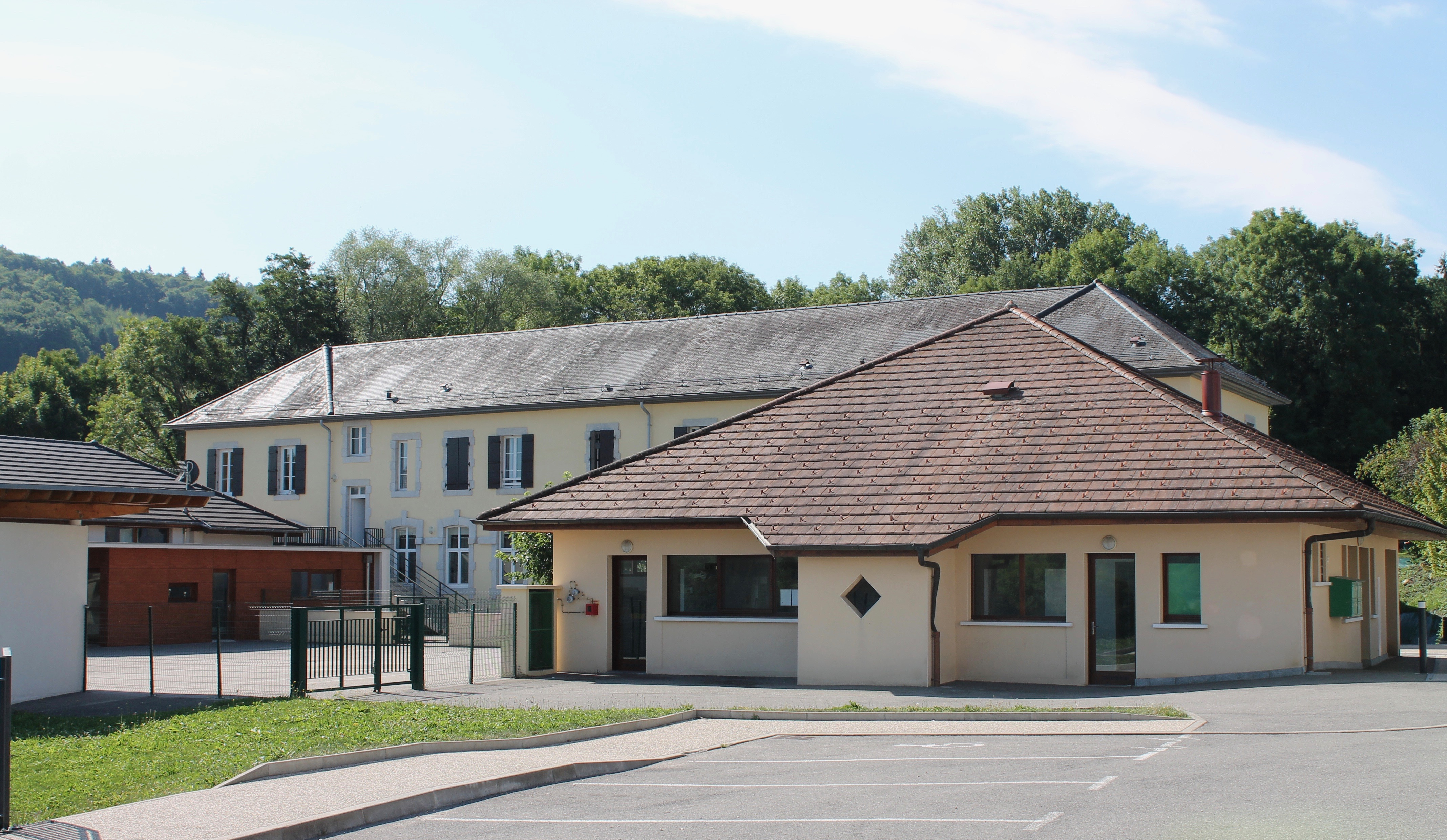
Schule
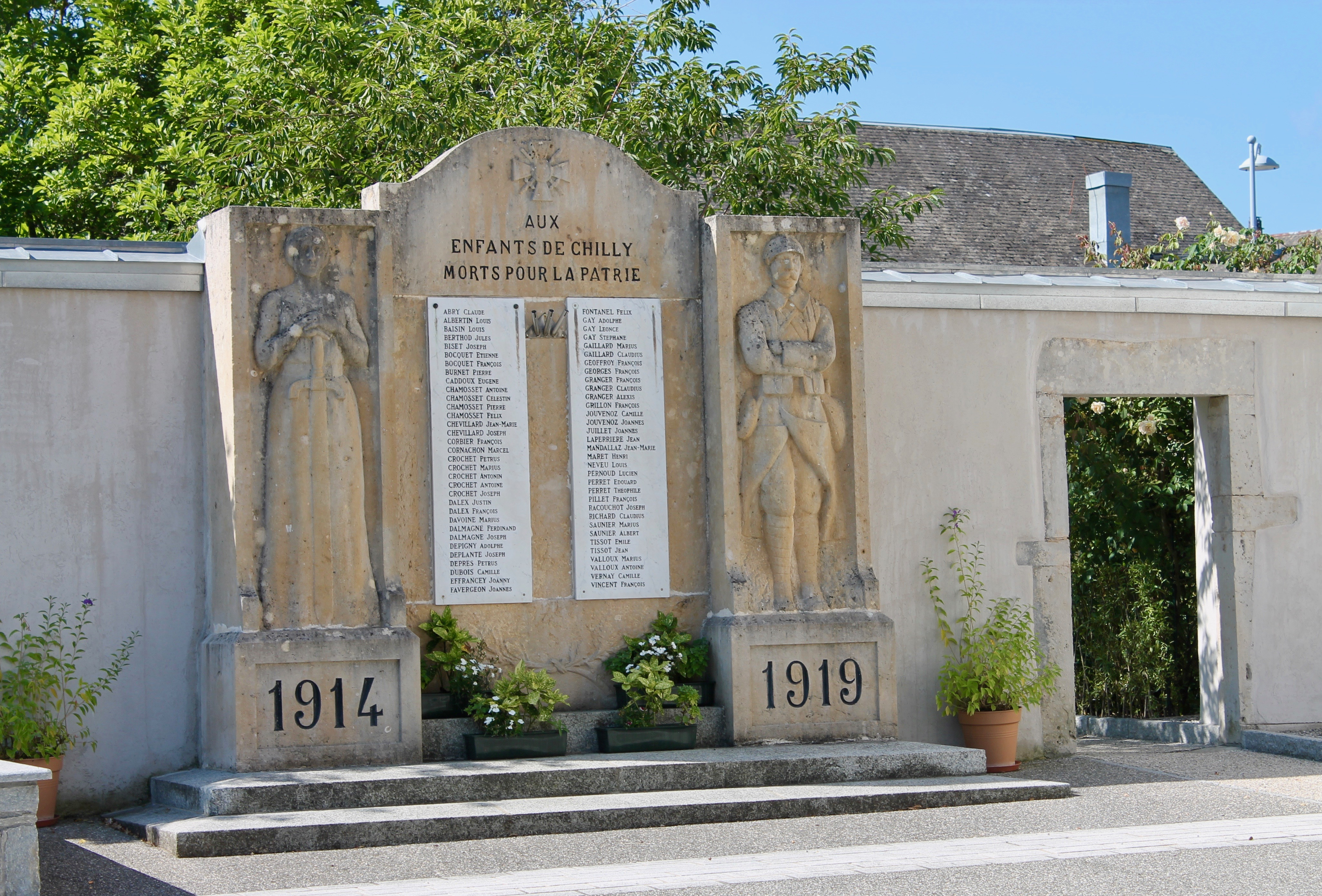
Gefallenendenkmal

## Wirtschaft und Infrastruktur
Chilly ist noch heute ein vorwiegend durch die Landwirtschaft geprägtes Dorf. Daneben gibt es einige Betriebe des lokalen Kleingewerbes. Viele Erwerbstätige sind Wegpendler, die in den größeren Ortschaften der Umgebung, insbesondere im Raum Annecy ihrer Arbeit nachgehen.
Die Ortschaft liegt abseits der größeren Durchgangsstraßen. Die Hauptzufahrt erfolgt über eine Straße, die von der Hauptstraße N508 (Annecy-Bellegarde-sur-Valserine) abzweigt. Lokale Straßenverbindungen bestehen mit Clermont, Menthonnex-sous-Clermont und La Balme-de-Sillingy. Der nächste Anschluss an die Autobahn A40 befindet sich in einer Entfernung von rund 15 km.